# Capnella lacertiliensis
Capnella lacertiliensis is een zachte koraalsoort uit de familie Nephtheidae. De koraalsoort komt uit het geslacht Capnella. Capnella lacertiliensis werd voor het eerst wetenschappelijk beschreven door Macfadyen. 